# Zizina labradus
Espèce
Zizina labradus ou Zizina otis labradus est un insecte lépidoptère  de la famille des  Lycaenidae, de la sous-famille des Polyommatinae et du genre Zizina.

## Dénomination
Zizina labradus a été nommé par Godart en 1824. Pour certains et à la suite de travaux récents c'est Zizina otis labradus une des sous-espèces de Zizina otis.

### Nom vernaculaire
Zizina labradus labradus se nomme en anglais Common Grass Blue ou Lucerne Blue ou Clover Blue ou Bean Blue ou Pepe Ao Uri en Nouvelle-Zélande,.

### Sous-espèces
- Zizina labradus labradus présent en Australie, Tasmanie, Nouvelle-Zélande et Nouvelle-Calédonie.
- Zizina labradus caduca en Nouvelle-Calédonie[4].
- Zizina labradus labdalon Waterhouse et Lyell, 1914; en  Australie, uniquement dans la Péninsule du cap York.
- Zizina labradus oxleyi (C. et R. Felder, 1865); présent en Nouvelle-Zélande[2].

## Description
Ce petit papillon présente un dimorphisme sexuel : le dessus du mâle est bleu violet bordé de marron clair alors que celui de la femelle est  marron clair avec une suffusion basale bleue.
Le revers  est gris ocré bleuté très discrètement ornementé de lignes de points marron clair peu visibles.

### Chenille
Sa couleur, d'abord jaune pâle varie suivant les plantes ingérées.

## Biologie
Il vole toute l'année en Australie, d'avril à octobre en Nouvelle-Zélande,.
Des migrations ont été constatées en Australie.

### Plantes hôtes
Les plantes hôtes de sa chenille sont diverses : des Desmodium, des Indigofera, des Medicago, des  Swainsona, des Trigonella , Acacia baileyana, Glycine wightii, Lotus australis, Macroptilium lathyroides, Phaseolus vulgaris, Pisum sativum, Psoralea adscendens, Psoralea patens, Trifolium pratense, Vicia faba, Virgilia oroboides.

## Écologie et distribution
Il est présent en Australie, Tasmanie, Nouvelle-Zélande et Nouvelle-Calédonie.

### Biotope
Il réside dans les prairies et dans les jardins.

### Protection
Pas de statut de protection particulier.